# 竹内幹
竹内 幹（たけうち かん、1974年 - ）は日本の経済学者。専門は、実験経済学、行動経済学。ミシガン大学Ph.D.。一橋大学大学院経済学研究科准教授。東京都出身。

## プロフィール

### 経歴
- 1993年 成蹊高等学校卒業[1]
- 1998年 一橋大学経済学部卒業（石弘光ゼミ）[2]
- 2007年 ミシガン大学経済学部よりPh.D.取得（Yan Chen）[2]
- 2007年9月 カリフォルニア工科大学研究員[3]
- 2008年4月 一橋大学大学院経済学研究科講師[3]
- 2011年4月 一橋大学大学院経済学研究科准教授[3]
- 2013年8月 文部科学省研究振興局学術調査官[3]
- 2019年12月 行動経済学会常任理事[3]
- 2020年1月 早稲田大学ティーチングアワード総長賞受賞[3]

### その他
Economic Inquiry 編集委員。行動経済学会理事。司法試験予備試験考査委員。文部科学省学術調査官。

## 著作

### 論文
- Multi-object auctions with package bidding: An experimental comparison of Vickrey and iBEA, by Yan Chen and Kan Takeuchi, Games and Economic Behavior, 68(2), pp.557-569, 2010.
- Scheduling with Package Auctions, by Kan Takeuchi, John C. Lin, Yan Chen and Thomas Finholt, Experimental Economics, 13(4), pp.476-499, 2010.
- Non-parametric Test of Time Consistency: Present Bias and Future Bias, by Kan Takeuchi, Games and Economic Behavior, 71(2), pp.456-478, 2011.

### その他
- 「文字と遺伝子-人類の進化を決定するもの」『アジア文化研究』, June 2000, Vol.7, 294-302頁
- 「マイケル・セッションズ：市長は18歳・公約は"希望"」『日経ビジネスアソシエ』, 2006年1月3日号, 108-110頁
- 「CSR（企業の社会的責任）と人権問題―米国のコカコーラ不買運動」（治部れんげとの共著）『アムネスティ・インターナショナル・ジャパン・ニュースレター』5月号，377号 4-5頁 2006年
- 「リターンと機会費用で考える」『日経ビジネスアソシエ』6月3日号，35頁 2008年
- 「行動経済学の最先端を切り開くコリン・カメレール教授に聞く（インタビュー記事）」『日経ビジネスアソシエ』7月15日号，20-21頁 2008年
- 「特集　実験経済学がわかる 教室実験をやってみよう！：ゲーム理論への誘い」『経済セミナー』10月号，20-24頁 2008年
- 「特集　ニッポンの最先端は，ここにあります。“実験経済学”が経済学を塗り替える」『GQ JAPAN』10月号，56頁 2008年
- 「連載：はじめての実験経済学」『日経ビジネスアソシエ』1月 - 7月（全12回） 2009年
- 「東京都の学校選択制度」『経済セミナー』，4/5月号 85-88頁 2009年
- 「行動経済学に基づいた新しい制度設計　住宅市場を中心として」『経済セミナー』, 2011年2/3月号 （齊藤誠・中川雅之・佐藤主光・竹内幹の共著）
- 「気鋭の論点：耐震性に付加価値あり　マンションと行動経済学」『日経ビジネス』, 2011年1月31日号, 78頁
- 「終身年金パズルの行動経済学：フレーミング効果と心理会計」『一橋経済学』4巻1号, 79-93頁 2011年
- 「『年齢別選挙区』で子どもの声を政治に生かせ　ドメイン投票より現実的。若さに応じて議席配分を」『日経ビジネスオンライン』, 2011年6月6日

## 人物
- ミシガン大学留学中に Outstanding GSI Award を受賞。曽祖父に石田文次郎（京都大学法学部教授）。